# Союзы национал-синдикалистского наступления
Союзы национал-синдикалистского наступления (ХОНС, исп. Juntas de Ofensiva Nacional-Sindicalista, JONS) — одна из фашистских группировок в Испании. ХОНС была основана 10 октября 1931 года в результате слияния La Conquista del Estado Рамиро Ледесмы и Junta Castellana de Actuación Hispánica Онесимо Редондо. ХОНС была маленькой организацией, членами которой были в основном мадридские студенты и рабочие с крестьянами из пригородов Вальядолида. Руководил ХОНС Центральный исполнительный триумвират. 1933 год был пиком её развития.

## Слияние с фалангой
В 1934 году группа объединилась с Испанской фалангой в новую партию под названием «Испанская фаланга ХОНС» (исп. Falange Española de las Juntas de Ofensiva Nacional Sindicalista / FE de las JONS). Идеологом новой, объединенной партии стал Хосе Антонио Примо де Ривера — сын бывшего диктатора Испании, Мигеля Примо де Ривера. Однако в этот период испанские фашисты только начали приобретать массовую поддержку. Одной из причин Гражданской войны явилось то, что в 1934-35 гг. началось довольно успешное формирование профсоюзов на базе ХОНС, к лету 1936 года в них состояло несколько десятков тысяч человек, в основном в западных провинциях.